# Vera Menchik
Vera Menchik (tschechisch Věra Menčíková, russisch Вера Францевна Менчик/Wera Franzewna Mentschik; verheiratet Vera Menchik-Stephenson, * 16. Februar 1906 in Moskau; † 27. Juni 1944 in London) war eine tschechisch-britische Schachspielerin und die erste Schachweltmeisterin der Geschichte.

## Leben
Die Tochter eines Tschechen und einer Engländerin ließ sich 1921 in Hastings (England) nieder, wo sie von Géza Maróczy gefördert wurde.
Im Juli 1927 gewann Menchik ein Damenturnier in London gegen 11 andere Spitzenspielerinnen mit 10,5 von 11 Punkten. Dieses Turnier der Frauen wurde parallel zur 1. Schacholympiade durchgeführt; nachträglich wurde es auf Beschluss des Weltschachverbands (FIDE) wegen der Qualität der Teilnehmerinnen zur 1. Schachweltmeisterschaft der Frauen erklärt. Daraufhin wurde Menchik zu bedeutenden internationalen Turnieren eingeladen, zum Beispiel in Karlsbad 1929. Zunächst wurde sie in der von Männern dominierten Schachszene nicht ernst genommen. Der österreichische Meister Albert Becker soll spöttisch den „Vera-Menchik-Klub“ vorgeschlagen haben für all jene, die gegen sie verlieren. Prompt wurde er selbst das erste Mitglied. Später hatte dieser Klub so berühmte Mitglieder wie Max Euwe, Mir Sultan Khan und Jacques Mieses.
Ihren größten Erfolg erzielte sie in Ramsgate 1929, wo sie punktgleich mit Akiba Rubinstein Zweite wurde, nur einen halben Punkt hinter José Raúl Capablanca. Im Mai 1929 betrug ihre höchste historische Elo-Zahl 2535, was Platz 52 der Weltrangliste entsprochen hätte. Die offizielle Elo-Auswertung wurde allerdings erst 1970 eingeführt.
Den Titel der Weltmeisterin verteidigte sie mehrfach, unter anderem 1937 gegen die Deutsche Sonja Graf, und behielt ihn bis zu ihrem Tod 1944. Am 19. Oktober 1937 heiratete sie Rufus Henry Streatfeild Stevenson (1878–1943), den Subskriptionsleiter des British Chess Magazine und späteren Funktionär der British Chess Federation. Er war Witwer von Agnes Stevenson, geborene Lawson (1873–1935), einer 32 Jahre älteren Konkurrentin Menchiks um den Titel der Schachweltmeisterin. Agnes Stevenson war am 20. August 1935 auf der Anreise zur Schachweltmeisterschaft durch einen Unfall verstorben.
Vera Menchik starb im Zweiten Weltkrieg bei einem deutschen V1-Flügelbombenangriff am 27. Juni 1944 gegen 0:20 Uhr in ihrer Wohnung in der Gauden Road in London; auch ihre Mutter Olga und die Schwester Olga Rubery sowie acht weitere Menschen kamen dabei ums Leben. Die Leichen der Familie Menchik wurden am 4. Juli eingeäschert.
Zu Ehren Menchiks wird vom Weltschachbund FIDE seit 1957 der Vera-Menchik-Cup an die Siegerinnenmannschaft der
Schacholympiade der Frauen verliehen, die alle zwei Jahre stattfindet.

## Partiebeispiel
|   | a | b | c | d | e | f | g | h |   |
| 8 |   |   |   |   |   |   |   |   | 8 |
| 7 |   |   |   |   |   |   |   |   | 7 |
| 6 |   |   |   |   |   |   |   |   | 6 |
| 5 |   |   |   |   |   |   |   |   | 5 |
| 4 |   |   |   |   |   |   |   |   | 4 |
| 3 |   |   |   |   |   |   |   |   | 3 |
| 2 |   |   |   |   |   |   |   |   | 2 |
| 1 |   |   |   |   |   |   |   |   | 1 |
|   | a | b | c | d | e | f | g | h |   |

In der folgenden Partie besiegte Menchik mit den weißen Steinen im Turnier von Hastings 1931/32 den späteren Weltmeister Max Euwe.
Menchik–Euwe 1:0
Hastings, 29. Dezember 1931
Slawische Verteidigung, D18
1. d4 d5 2. c4 c6 3. Sf3 Sf6 4. Sc3 dxc4 5. a4 Lf5 6. e3 Sa6 7. Lxc4 Sb4 8. 0–0 e6 9. Se5 Ld6 10. De2 c5 11. Lb5+ Ke7 12. e4 Lg6 13. Sxg6+ hxg6 14. e5 cxd4 15. Td1 Lc7 16. exf6+ gxf6 17. g3 a6 18. Le3 Lb6 19. Lc4 Kf8 20. Se4 Kg7 21. Tac1 Th5 22. Lf4 e5 23. g4 Th8 24. Lg3 De7 25. Sd2 The8 26. De4 Dd7 27. Sf3 Dc6 28. Dxc6 Sxc6 29. Ld5 Tac8 30. Le4 Tc7 31. Se1 Tec8 32. Sd3 Se7 33. Txc7 Txc7 34. Kf1 (übersieht den taktischen Schlag 34. Sxe5!) Tc4 35. Lxb7 Txa4 36. Tc1 g5 37. f3 Ta2 38. Le1 a5 39. Ld2 f5 40. gxf5 a4 41. Ke1 a3 42. b4 Kf6 43. La6 g4 44. Lc4 Txd2 45. Kxd2 gxf3 46. Sc5 Kxf5 47. Lxf7 Ld8 48. Le6+ Kf6 49. Lg4 Sd5 50. Lxf3 Sxb4 51. Le4 Le7 52. Sd3 Sa2 53. Tc6+ Kg5 54. Tg6+ Kh4 55. Sxe5 Sc3 56. Kd3 1:0

## Ergebnisse bei Weltmeisterschaften

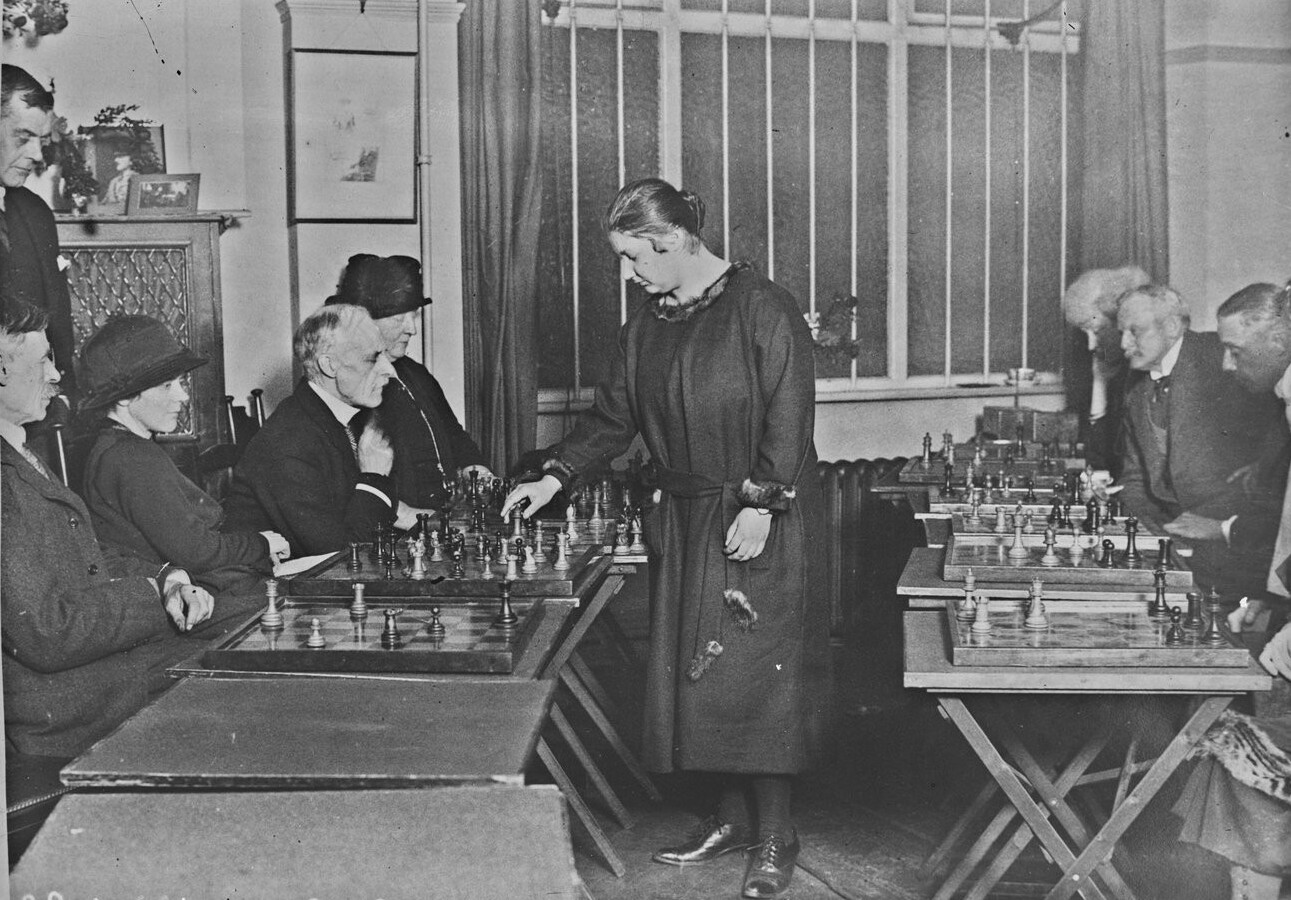
Vera Menchik im Januar 1926 bei der London Girls' Championship; ihr erstes aufgezeichnetes Simultanspiel.

Vera Menchik nahm bereits seit 1925 eine Sonderstellung im Frauenschach ein, die sie durch den Gewinn der ersten Schachweltmeisterschaft der Frauen 1927 unterstrich.
Vera Menchik hält einen in der Schachgeschichte einmaligen Rekord von 78 Punkten aus 81 Partien (+76 =4 −1) bei Weltmeisterschaftsturnieren und 89,5 Punkten aus 97 Partien (+85 =9 −3) bei Weltmeisterschaftskämpfen insgesamt. Bemerkenswert ist, dass Menchik beim Zweikampf gegen Sonja Graf 1937 mehr Punkte abgeben musste als bei den sieben Turnieren zusammen. Die vier Turniere 1931 in Prag, 1933 in Folkestone, 1935 in Warschau und 1937 in Stockholm gewann Menchik durch den Gewinn aller Partien. Zu ihrer Zeit war sie mit deutlichem Abstand stärkste Spielerin der Welt.
| Jahr | Ort          | Form                       | Teilnehmer | Platz    | Ergebnis  |
| ---- | ------------ | -------------------------- | ---------- | -------- | --------- |
| 1927 | London       | Rundenturnier              | 12         | 1. Platz | +10 =1 −0 |
| 1930 | Hamburg      | doppelrundig               | 5          | 1. Platz | +6 =1 −1  |
| 1931 | Prag         | doppelrundig               | 5          | 1. Platz | +8 =0 −0  |
| 1933 | Folkestone   | doppelrundig               | 7          | 1. Platz | +12 =0 −0 |
| 1935 | Warschau     | Rundenturnier              | 10         | 1. Platz | +9 =0 −0  |
| 1937 | Semmering    | Zweikampf gegen Sonja Graf | 2          | Sieg     | +9 =5 −2  |
| 1937 | Stockholm    | Monrad-System              | 26         | 1. Platz | +14 =0 −0 |
| 1939 | Buenos Aires | Rundenturnier              | 20         | 1. Platz | +17 =2 −0 |